# Kauket
Kauket – prabóstwo egipskie uosabiające ciemność, przedstawiane w postaci węża. Razem ze swoją męską formą Kuk tworzyła jedną z par hermopolitańskiej Ogdoady.